# Saraikela (stato)
Lo Stato di Saraikela (indicato anche come Seraikela, Saraikella o Seraikella) fu uno stato principesco del subcontinente indiano, avente per capitale la città di Saraikela.

## Storia
Lo stato di Saraikela venne fondato nel 1620 dal raka Bikram Singh. Lo stato passò sotto l'influenza dei maratha di Nagpur nel XVIII secolo e divenne uno stato principesco dell'India britannica nel 1803, a conclusione della seconda guerra anglo-maratha. Dopo la guerra, la Compagnia britannica delle Indie orientali incluse il principato di Saraikela nel commissariato di Chhota Nagpur.
Nel 1912 il principato di Saraikela passò sotto l'autorità della provincia di Bihar e Orissa, da poco creata dai distretti orientali del Bengala. Nel 1936 lo stato venne posto sotto l'autorità della provincia di Orissa. Lo stato entrò a far parte dell'Unione Indiana il 1º gennaio 1948, unendosi alla provincia di Orissa. Scoppiarono poi delle rivolte locali che ebbero il supporto di Patayet Sahib Maharajkumar Bhoopendra Narayan Singh Deo, figlio terzogenito del raja Aditya Pratap Singh Deo; col fallimento dei moti, Patayet venne imprigionato e la situazione si tranquillizzò . Venne creata una commissione governativa presieduta da Baudkar per gestire e risolvere la situazione e fu deciso che gli stati di Saraikela e Kharsawan venissero uniti a quello di Bihar dal 18 maggio 1948. I due stati sono poi divenuti parte del Jharkhand quando questo è stato separato dal Bihar il 15 novembre 2000.

## Governanti
I governanti avevano il titolo di Kunwar sino al 1884, vedendosi poi riconosciuto quello di Raja.

### Kunwar
- 1620 – 1677 Bikram Singh I
- 1677 – 1728 Nru Singh
- 1728 – 1743 Satrughan Singh
- 1743 – 1818 Abhiram Singh                      (m. 1818)
- 1818 – 1823 Bikram Singh II                    (m. 1823)
- 1823 – 1837 Ajamber Singh                      (m. 1837)
- 1837 – 1883 Chakradhar Singh                   (n. 1808 – m. 1883)
- 25 novembre 1883 – novembre 1884 Udit Narayan Singh                 (n. 1849 – m. 1931)

### Raja
- novembre 1884 – 9 dicembre 1931 Udit Narayan Singh                 (s.a.)
- 9 dicembre 1931 – 15 agosto 1947 Aditya Pratap Singh                (n. 1887 – m. 1969)